# 글리포세이트
글리포세이트(Glyphosate, 우선명: N-(phosphonomethyl)glycine)는 제초제이자 작물 건조제이다. 유기 인 화합물(특히 포스폰산)이다. 잡초, 특히 농작물의 경작에 방해를 주는 풀을 제거하기 위해 사용한다. 제초적 효력은 몬산토의 화학자 존 E. 프란츠에 의해 1970년 발견되었다. 몬산토는 이를 시장에 들여와 1974년 라운드업이라는 상표명으로 농업에 사용하였다. 몬산토의 마지막 상업 관련 미국 특허는 2000년 만기되었다. 대한민국 내에서는 근사미라는 상표명으로 사용 중에 있다.

## 발견
글리포세이트는 스위스 기업 Cilag에서 일했던 스위스의 화학자 헨리 마틴(Henry Martin)에 의해 1950년 처음 합성되었다. 

## 같이 보기
- 2,4-디클로로페녹시아세트산
- 아트라진
- 종합적 병해충 관리